# Họ Xương rồng Madagascar
Họ Xương rồng Madagascar (danh pháp khoa học: Didiereaceae) là một họ thực vật hạt kín nhỏ, chỉ bao gồm 4 chi và 11 loài (theo nghĩa hẹp) thực vật đặc hữu miền nam và tây nam Madagascar, nơi chúng tạo thành một thành phần quan trọng của các rừng cây gai Madagascar hay 7 chi với 16-19 loài (theo nghĩa rộng). Khi hiểu theo nghĩa rộng thì nó còn chứa các loài có ở Nam Phi và Đông Phi. Họ này đôi khi được gộp trong họ Portulacaceae, nhưng nó được Angiosperm Phylogeny Group coi như một họ riêng biệt. Nó cũng có quan hệ họ hàng gần với họ Cactaceae (xương rồng) có nguồn gốc Tân thế giới, đủ gần để các loài trong họ Didiereaceae có thể được ghép thành công trên một số loài xương rồng.

## Miêu tả
Các loài thực vật trong họ này là các loại cây bụi và cây gỗ mọng nước có gai, cao 2–20 m, với thân cây to mập chứa nước và lá sớm rụng trong mùa khô kéo dài. Một vài loài tạo ra dạng cây bụi nhỏ nằm bò như là dạng cây non khác biệt trước khi sinh ra một thân cây to lớn khi trưởng thành.
Khi hiểu theo nghĩa hẹp thì tất cả các loài trong họ này đều là đơn tính khác gốc (riêng chi Decaria là đơn tính khác gốc hoa cái). Các lá, sinh ra từ các núm giống như ở các loài xương rồng, là nhỏ và mọc đơn lẻ hay thành đôi và có kèm theo các gai hình nón. Hoa đơn tính (ngoại trừ Decaria)và đối xứng tỏa tia.
So sánh đặc trưng của họ Didiereaceae nghĩa hẹp với các chi mới bổ sung theo bảng dưới đây:
| STT             | Didiereaceae s. s. (Didiereoideae)                                    | Calyptrotheca                                           | Portulacaria và Ceraria                                                                      |
| --------------- | --------------------------------------------------------------------- | ------------------------------------------------------- | -------------------------------------------------------------------------------------------- |
| Kiểu phát triển | Cây gỗ hay cây bụi với cành non ngắn suy giảm mạnh, mang cả lá và gai | Cây bụi không gai, đôi khi leo hay hình cây gỗ          | Cây bụi hoặc cây gỗ nhỏ không gai, lá đôi khi sinh ra trên các cành non ngắn hay thành chùm. |
| Kiểu hoa        | Đơn tính khác gốc hay hiếm khi đơn tính khác gốc hoa cái              | Lưỡng tính                                              | Đơn tính khác gốc ở Ceraria; lưỡng tính ở Portulacaria.                                      |
| Bao hoa         | Lá đài 2; cánh hoa 4                                                  | Lá đài 2; cánh hoa 5                                    | Lá đài 2; cánh hoa 5, hợp sinh ở Portulacaria.                                               |
| Bộ nhị          | Nhị 8-10                                                              | Nhị nhiều                                               | Nhị 5, tự do ở Ceraria; 4-7(-10), hợp sinh với bao hoa ở Portulacaria.                       |
| Quả             | 1 hạt, không nứt                                                      | 1 hạt (nhưng ban đầu có tới 6 noãn), nứt theo 6 mảnh vỏ | 1 hạt, không nứt.                                                                            |
| Nhiễm sắc thể   | 2n = 48, 192, 240                                                     | (Không xác định)                                        | 2n = 44, 48, 72                                                                              |

## Các chi và loài
Khi hiểu theo nghĩa hẹp thì họ này chỉ bao gồm phân họ Didiereoideae Appleq. & R.S. Wallace, 2003. Tuy nhiên, khi đó họ này bao lấy họ Portulacaceae, làm cho họ này trở thành cận ngành và chi Calyptrotheca có quan hệ chị em với cả họ Didiereaceae nghĩa hẹp. Họ hiểu theo nghĩa rộng bao gồm cả ba chi chuyển sang từ họ Portulacaceae (Calyptrotheca, Ceraria và Portulacaria):
- Phân họ Didiereoideae Appleq. & R.S. Wallace, 2003:
  - Alluaudia (Drake) Drake, 1903
    - Alluaudia ascendens (Drake) Drake, 1903
    - Alluaudia comosa (Drake) Drake, 1903
    - Alluaudia dumosa (Drake) Drake, 1903
    - Alluaudia humbertii Choux, 1934
    - Alluaudia montagnacii Rauh, 1961 – có lẽ là lai ghép tự nhiên của A. ascendens với A. procera.
    - Alluaudia procera (Drake) Drake, 1903 – rất dễ trồng và là loài được trồng phổ biến nhất.

  - Alluaudiopsis Humbert & Choux, 1934
    - Alluaudiopsis fiherensis Humbert & Choux, 1934
    - Alluaudiopsis marnieriana Rauh, 1961

  - Decaria Choux, 1929
    - Decaria madagascariensis Choux, 1929

  - Didierea Baillon1880
    - Didierea madagascariensis Baillon, 1880
    - Didierea trollii Capuron & Rauh, 1961
- Phân họ Calyptrothecoideae Pax & Gilg
  - Calyptrotheca Gilg, 1897: 2 loài đặc hữu Đông Phi
    - Calyptrotheca somalensis Gilg, 1897
    - Calyptrotheca stuhlmannii Gilg, 1903
- Phân họ Portulacarioideae Appleq. & R.S. Wallace, 2003
  - Portulacaria Jacquin, 1787: 2 loài, chủ yếu ở Nam Phi và rời rạc tại Kenya.
    - Portulacaria afra Jacq., 1786
    - Portulacaria armiana van Jaarsv., 1984

  - Ceraria Pearson & Stephens, 1912: 6-7 loài tại Nam Phi.
    - Ceraria carrissoana Exell & Mendonça, 1939
    - Ceraria fruticulosa Pearson & Stephens, 1912
    - Ceraria gariepina Pearson & Stephens, 1912
    - Ceraria kaokoensis Swanepoel, 2007
    - Ceraria kuneneana Swanepoel, 2008
    - Ceraria longipedunculata Merxm. & Podlech, 1961
    - Ceraria namaquensis Pearson & Stephens, 1912

## Sử dụng
Một vài loài được trồng làm cây cảnh trong nhà trong các bộ sưu tập cây mọng nước chuyên nghiệp.

## Thư viện ảnh

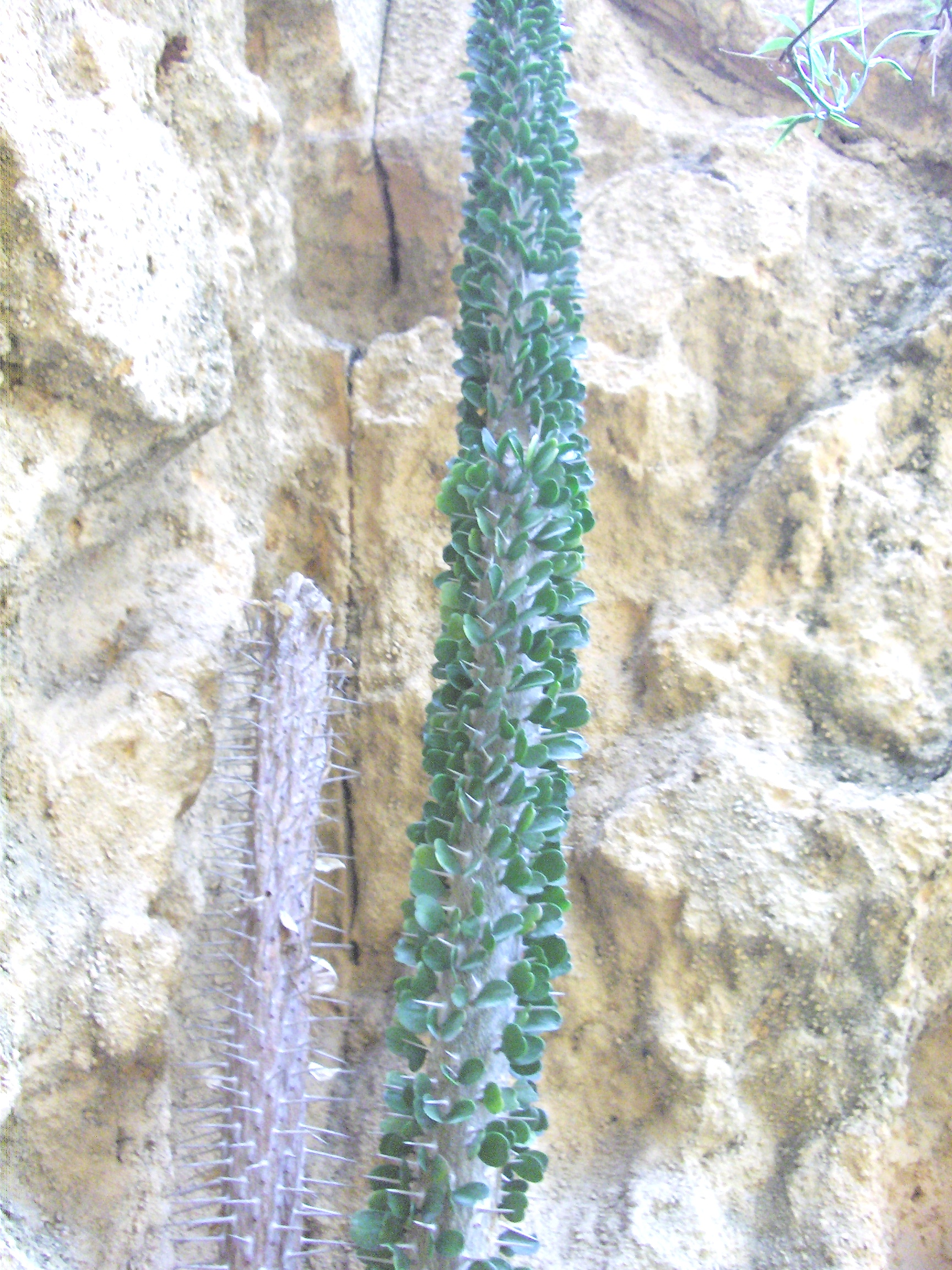
Alluaudia ascendens
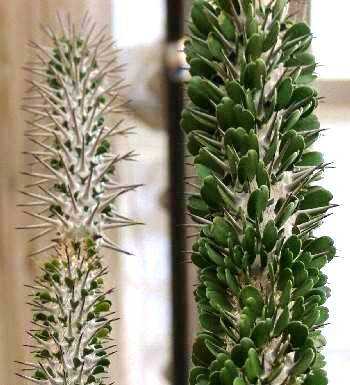
Alluaudia montagnacii